# Coupe d'Angleterre de football 1963-1964
Navigation
Coupe d'Angleterre 1962-1963 Coupe d'Angleterre 1964-1965
La Coupe d'Angleterre de football 1963-1964 est la 83e édition de la Coupe d'Angleterre de football. 
West Ham United remporte sa première Coupe d'Angleterre de football au détriment de Preston North End sur le score de 3-2, au bout d'une finale jouée dans l'enceinte du stade de Wembley à Londres.

## Quarts de finale
| #      | Équipe 1          | Résultat | Équipe 2          | Date            |
| ------ | ----------------- | -------- | ----------------- | --------------- |
| 1      | Liverpool FC      | 1–2      | Swansea Town      | 29 février 1964 |
| 2      | West Ham United   | 3–2      | Burnley FC        | 29 février 1964 |
| 3      | Manchester United | 3–3      | Sunderland        | 29 février 1964 |
| 4      | Oxford United     | 1–2      | Preston North End | 29 février 1964 |
| Replay | Sunderland        | 2–2      | Manchester United | 4 mars 1964     |
| Replay | Sunderland        | 1–5      | Manchester United | 9 mars 1964     |

## Demi-finales
| 14 mars 1964 | West Ham United | 3–1 | Manchester United | Hillsborough, Sheffield |
| 15:00        |                 |     |                   |                         |

| 14 mars 1964 | Preston North End | 2–1 | Swansea Town | Villa Park, Birmingham |
| 15:00        |                   |     |              |                        |

## Finale
| 2 mai 1964 | Preston North End | 2 – 3 | West Ham United | Stade de Wembley, Londres |
|            |                   |       |                 | Spectateurs : 100 000     |
|            | Rapport           |       |                 |                           |

- West Ham United remporte sa première Coupe d'Angleterre[1].